# Comuna de Nowodwór
Nowodwór (polaco: Gmina Nowodwór) é uma gminy (comuna) na Polónia, na voivodia de Lublin e no condado de Rycki. A sede do condado é a cidade de Nowodwór.
De acordo com os censos de 2004, a comuna tem 4284 habitantes, com uma densidade 59,7 hab/km².

## Área
Estende-se por uma área de 71,72 km², incluindo:
- área agricola: 72%
- área florestal: 23%

## Demografia
Dados de 30 de Junho 2004:
|                      | Total   | Total | Mulheres | Mulheres | Homens  | Homens |
| -------------------- | ------- | ----- | -------- | -------- | ------- | ------ |
|                      | pessoas | %     | pessoas  | %        | pessoas | %      |
| População            | 4284    | 100   | 2080     | 48,6     | 2204    | 51,4   |
| Densidade (pop./km²) | 59,7    | 100   | 29       | 29       | 30,7    | 30,7   |

De acordo com dados de 2002, o rendimento médio per capita ascendia a 1308,75 zł.

## Subdivisões
- Borki, Grabowce Dolne, Grabowce Górne, Grabów Rycki, Grabów Szlachecki, Jakubówka, Lendo Wielkie, Niedźwiedź, Nowodwór, Przestrzeń, Rycza, Trzcianki, Urszulin, Wrzosówka, Zawitała, Zielony Kąt

## Comunas vizinhas
- Adamów, Kłoczew, Krzywda, Ryki, Ułęż